# Sweet Home: Thế giới ma quái
Sweet Home: Thế giới ma quái (tiếng Hàn: 스위트홈; Romaja: Seuwiteuhom) là bộ phim truyền hình Hàn Quốc ra mắt năm 2020 với sự tham gia của Song Kang, Lee Jin-wook, Lee Do-hyun và Lee Si-young. Bộ phim dựa trên webtoon cùng tên của Kim Carnby và Hwang Young-chan, bộ phim sẽ chính thức được phát hành trên nền tảng dịch vụ xem phim trực tuyến Netflix vào ngày 18 tháng 12 năm 2020.

## Nội dung
Phim kể về cuộc hành trình cô độc của nam sinh tên Cha Hyun Soo (Song Kang). Cha Hyun Soo vốn có tiền sử tự tử, sống ích kỷ và cậu tỏ ra chán ghét cuộc sống ngoài xã hội. Trước đó cậu là một nam sinh trung học bị tổn thương nặng nề sau khi chịu cảnh làm nạn nhân của bạo lực học đường. Cậu rời nhà và đi thuê một căn phòng khác. Biến cố bắt đầu khi cậu liên tục mất tất cả người thân vào một ngày và phải tự mình bươn chải với đời.
Tuy nhiên mọi chuyện không đơn giản như cậu ta nghĩ, anh phát hiện ra những sinh vật đáng sợ đang tồn tại và ám ảnh mình. Cha Hyun Soo cùng với Pyeon Sang Wook (Lee Jin Wook), bao gồm với những người sống cùng một chung cư phải sát cánh cùng nhau chống lại đám quái vật để giành lấy sự sống mong manh của mình.

## Diễn viên

### Vai chính
- Song Kang vai Cha Hyun-soo[2]
- Lee Jin-wook vai Pyeon Sang-wook
- Lee Si-young vai Seo Yi-kyeong
- Lee Do-hyun vai Lee Eun-hyuk[3]

### Vai phụ
- Kim Nam-hee vai Jeong Jae-heon
- Go Min-si vai Lee Eun-yoo
- Park Gyu-young vai Yoon Ji-soo
- Go Youn-jung vai Park Yoo-ri
- Kim Kap-soo vai Ahn Gil-seop
- Kim Sang-ho
- Ahn Dong-goo vai Lee Soo-ung, một người lính
- Kim Sung-cheol vai Jung Wooi-myung

## Sản xuất
Quá trình quay phim kết thúc vào ngày 1 tháng 3 năm 2020, sau 8 tháng.

## Phát hành
Vào ngày 19 tháng 11 năm 2020, Netflix phát hành một đoạn trailer giới thiệu về loạt phim Sweet Home: Thế giới ma quái sẽ ra mắt vào ngày 18 tháng 12 năm 2020.